# Voluntarios Takasago

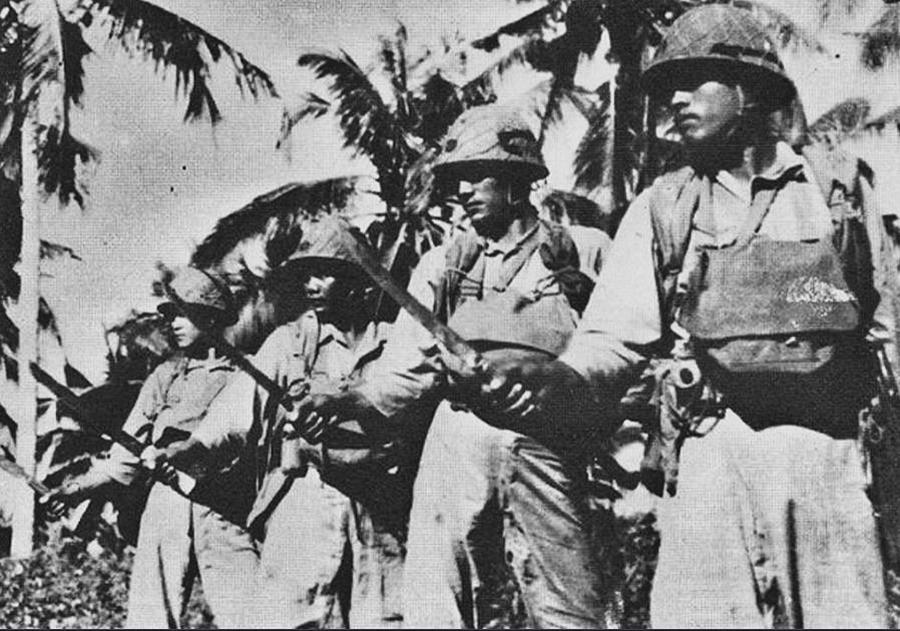
Voluntarios Takasago

Los Voluntarios Takasago (高砂義勇隊 Takasago Giyūtai) eran soldados voluntarios en el Ejército Imperial Japonés reclutados de las tribus aborígenes taiwanesas durante la Segunda Guerra Mundial.

## Antecedentes e historia
Después de la anexión de Taiwán por parte del Imperio del Japón como resultado de la primera guerra sino-japonesa en 1894, el gobierno japonés siguió una política de asimilación cultural, dirigida especialmente a los diversos grupos de aborígenes taiwaneses.
El Ejército Imperial Japonés estaba interesado en el uso de los aborígenes taiwaneses en operaciones para fuerzas especiales, ya que se los consideraba físicamente más capaces de operar en las regiones tropicales y subtropicales del Sudeste Asiático que los propios japoneses, y, proviniendo de una cultura de cazadores y recolectores, serían capaces de operar con un mínimo apoyo logístico. Los militares japoneses reclutaron a muchos jóvenes de tribus amigas para el servicio, poco antes del comienzo de la Segunda Guerra Mundial. El número total fue confidencial y las estimaciones sobre los números reclutados oscilan entre 1.800 y 5.000 hombres. La capacitación estuvo bajo la dirección de oficiales de la Escuela de Nakano, que se especializó en insurgencia y guerra de guerrillas. Inicialmente asignados a unidades de transporte y suministro, a medida que las condiciones de guerra se deterioraban progresivamente para las fuerzas imperiales japonesas, los Voluntarios Takasago fueron enviados a la línea del frente como tropas de combate. Las unidades compuestas íntegramente de "Voluntarios Takasago" sirvieron con distinción en las Filipinas, las Indias Orientales Neerlandesas, las Islas Salomón y Nueva Guinea, donde lucharon contra las fuerzas estadounidenses y australianas incluso antes de que los voluntarios taiwaneses fueran reclutados para el servicio. Hacia el final de la guerra, 15 oficiales y 45 miembros alistados en los Voluntarios Takasago se organizaron en el Cuerpo de Ataques Especiales Kaoru para una misión suicida similar a la de Giretsu Kuteitai, y atacaron una pista de aterrizaje de las Fuerzas Aéreas del Ejército de los Estados Unidos en Leyte. Los Voluntarios Takasago eran bien conocidos por su capacidad de supervivencia en la jungla.
El voluntario Takasago más notable fue Teruo Nakamura (Attun Palalin), la última resistencia japonesa confirmada que se rindió en la isla Morotai en Indonesia en diciembre de 1974. Nakamura era voluntario ami y fue descubierto 29 años, 3 meses y 16 días después del Acta de Rendición de Japón. Fue firmado en agosto de 1945, habiendo vivido en soledad en la jungla durante casi 20 años, luego de abandonar otros puntos de resistencia en 1956.

## Cultura popular
Takasago Army, el sexto álbum de la banda taiwanesa de heavy metal Chthonic, cuenta la historia de los Voluntarios Takasago como una forma de explorar la identidad taiwanesa.